# Hermann Riecken
 (février 2022).
Le contenu est difficilement compréhensible vu les erreurs de traduction, qui sont peut-être dues à l'utilisation d'un logiciel de traduction automatique.
Hermann Riecken (né le 10 août 1901 à Wankendorf et mort le 27 février 1985 à Kiel) est membre du NSDAP depuis 1930. Il est maire de Heikendorf (1933-1939). Il est à partir de 1939 président du district de Flensburg  (ville) et à partir de 1941 commissaire régional NS dans le district estonien de Pärnu (allemand, Pernau) et en Dünaburg letton (Daugavpils letton) (1942-1944). Après la Seconde Guerre mondiale, Riecken est condamné à 1 an et demi de prison en 1948. Après avoir déménagé de Flensburg à Kiel en 1955 et Heikendorf en octobre 1960, il est retourné à diverses fonctions publiques.

## Activités politiques dans le NSDAP et dans le Schleswig-Holstein
Hermann Riecken était un fils du poseur de pierres August Riecken et de sa femme Maria, une sage-femme, tous deux de Wankendorf,. Après avoir terminé sa scolarité à Kiel, qui s'est terminée par l'obtention de son diplôme de fin d'études, il a appris l'agente de banque. Il a ensuite travaillé pendant huit ans dans divers instituts bancaires à Kiel, Stuttgart et Donaueschingen. Il a également occupé des postes de direction dans diverses entreprises de vente en gros pendant sept années supplémentaires. En 1930, en tant que l'un des militants de la "première heure", Riecken rejoignit le NSDAP et la Sturmabteilung (SA) et plus tard aussi la Schutzstaffel (SS). Il a commencé comme troupe d'assaut et chef de bloc et a rapidement transmis sa participation active à la SA aux autorités supérieures.
Quelques semaines après la ' prise de pouvoir' (30 janvier 1933), le dernier chef de communauté librement élu à Heikendorf, Wilhelm Ivens, est destitué et l'employé de commerce Hermann Rieckens - en tant que candidat du NSDAP - reçoit la direction provisoire de la communauté. Heikendorf était considéré comme un poste stratégiquement important par les dirigeants nazis. Non seulement en tant que banlieue importante et communauté touristique de la ville navale de Kiel, à partir de 1939 ''Reichskriegsstadt'', mais aussi parce que l'endroit devait être transformé en une ville satellite de Kiel avec jusqu'à 20 000 habitants. le 1er Mai 1933 officiellement confirmé par l'administration du district en fonction, a conduit Riecken maire à Heikendorf à 1939. Il a également occupé divers postes honorifiques, comme en 1935 - après l'interdiction nationale-socialiste de la gymnastique libre - la présidence du nouveau 'Heikendorfer Turn- und Sportverein von 1924' et la refonte du mémorial des U-boot à Möltenort, qui a été inauguré le 12 juin 1938 par lui solennellement.
Entre-temps, Riecken s'est porté volontaire pour l'armée et était éligible pour devenir officier de réserve. En tant que formateur et chef du bureau de district et chef du Bureau de la politique économique local, il s'est fait un nom également comme Gauredner nazi. En mai 1939, le chef du Gau Schleswig-Holstein, Hinrich Lohse, nomme Riecken au poste de chef de district du NSDAP à Flensburg. L'administrateur et candidat du NSDAP, Hans Burmann d'Eutin, a remplacé Riecken comme maire de Heikendorf (1939-1945).

## L'activité comme NS commissaire de région dans les États baltes

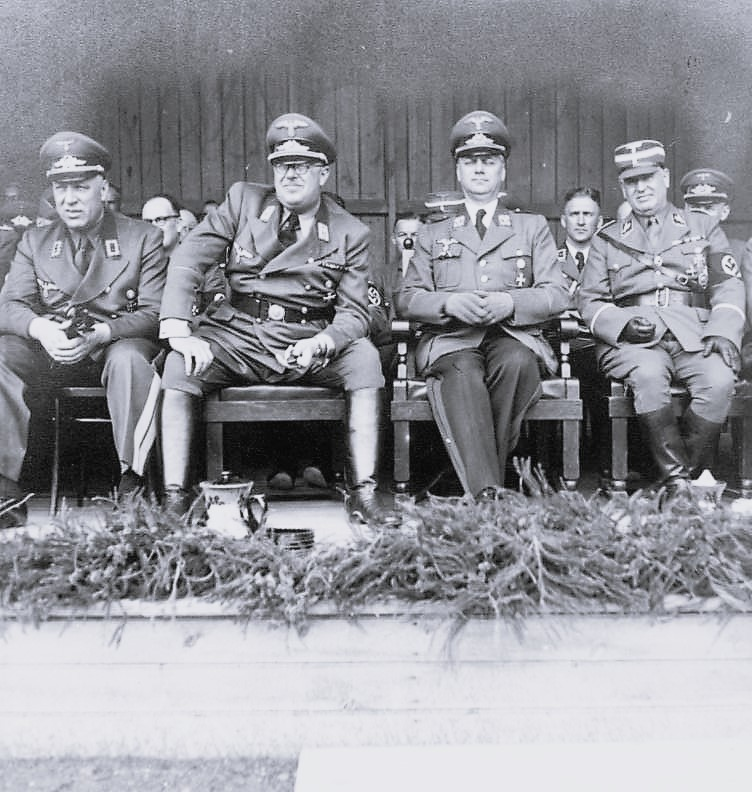
Gauleiter Hinrich Lohse, 2e à gauche, en Lettonie occupée (1942)

Après le déclenchement de la guerre, Riecken est devenu soldat pendant une courte période, mais a reçu l'ordre de retourner à son poste à Flensburg après seulement trois mois. Dans la SS, il est rapidement monté au rang de Hauptsturmfuhrer z. b V. (à disposition particulière) de l'étendard 50 N, SS tronchon supérieur de Mer du Nord. Le 14 octobre 1941, le ministre du Reich Alfred Rosenberg  - sur la recommandation de Hinrich Lohse  - nomma Hermann Riecken commissaire de secteur pour Pärnu (allemand, Pernau) dans le Reichskommissariat Ostland dans le but d'accomplir les tâches de l'administration civile allemande pour les districts de Pernau et Fellin (estonien : Viljandi) (Estonie). Le transfert correspondait au souhait personnel de Riecken, qui connaissait depuis longtemps la structure particulière de cette région. Il est donc heureux de pouvoir commencer son travail ici. Peut-être que Riecken était déjà dans le 1. Guerre mondiale en tant que militaire dans la conquête des États baltes et/ou l'administration de soi-disant Ober Ost impliqué. Début janvier 1942, Riecken et sa famille s'installent à Pernau. Sa tâche consistait avant tout dans la « validation » la plus rigoureuse possible des territoires occupés ainsi que dans la préparation administrative et l'accompagnement de l'extermination des Juifs. Seulement six mois plus tard, cependant, il a été interrompu en raison d'irrégularités massives dans l'achat de marchandises. Grâce à la médiation du commissaire général Litzmann, il réussit à trouver une solution salvatrice au problème en étant muté  à Daugavpils (Dünaburg) en Lettonie en tant que commissaire régional.
En tant que commissaire de district du Reichskommissariat Ostland, Riecken disposait d'un appareil administratif doté des installations les plus modernes et d'un total de 190 employés, dont 40 étaient allemands, le reste étant des Allemands de souche et des Lettons. Certains commissaires territoriaux affichaient une image de soi quasi féodale, y compris une mentalité d'enrichissement de soi prononcée, avec une tendance à considérer les ressources qu'ils géraient comme leur butin personnel. Apparemment, certains commissaires régionaux, appelés par moquerie "Ostlandritter", se considéraient comme les successeurs des croisés de l'ordre teutonique dans les États baltes. Les commissaires régionaux portaient un uniforme jaune-brun spécialement créé pour eux, souligné de cordons d'or, ce qui leur valut le surnom de « faisans dorés », ce qui prêta cependant souvent à confusion avec les SA, dont la plupart d'entre eux étaient issus. Riecken lui-même, cependant, a préféré porter son uniforme gris en tant que SS Hauptsturmfuhrer dans le ''Ostland'' parce qu'il lui a donné une réputation plus élevée. Riecken était considéré comme particulièrement vaniteux et vivait dans le luxe. À Daugavpils (Dünaburg), son deuxième poste en tant que commissaire de district (1942-1944), il aurait revendiqué une « maison de campagne tout confort » en plus d'un appartement de fonction de 20 pièces . En congé dans les foyers pour les noces d'or de ses parents à Wankendorf en 1942, par exemple, il a voyagé de Dünaburg dans son uniforme de service tressé en or et sa voiture de société et a apporté du champagne et d'autres délices avec lui. Les habitants de Wankendorf ont été tellement impressionnés par la visite du "faisan doré" qu'ils ont impressionné leurs enfants que M. Riecken devrait également être accueilli avec 'Heil Hitler'.

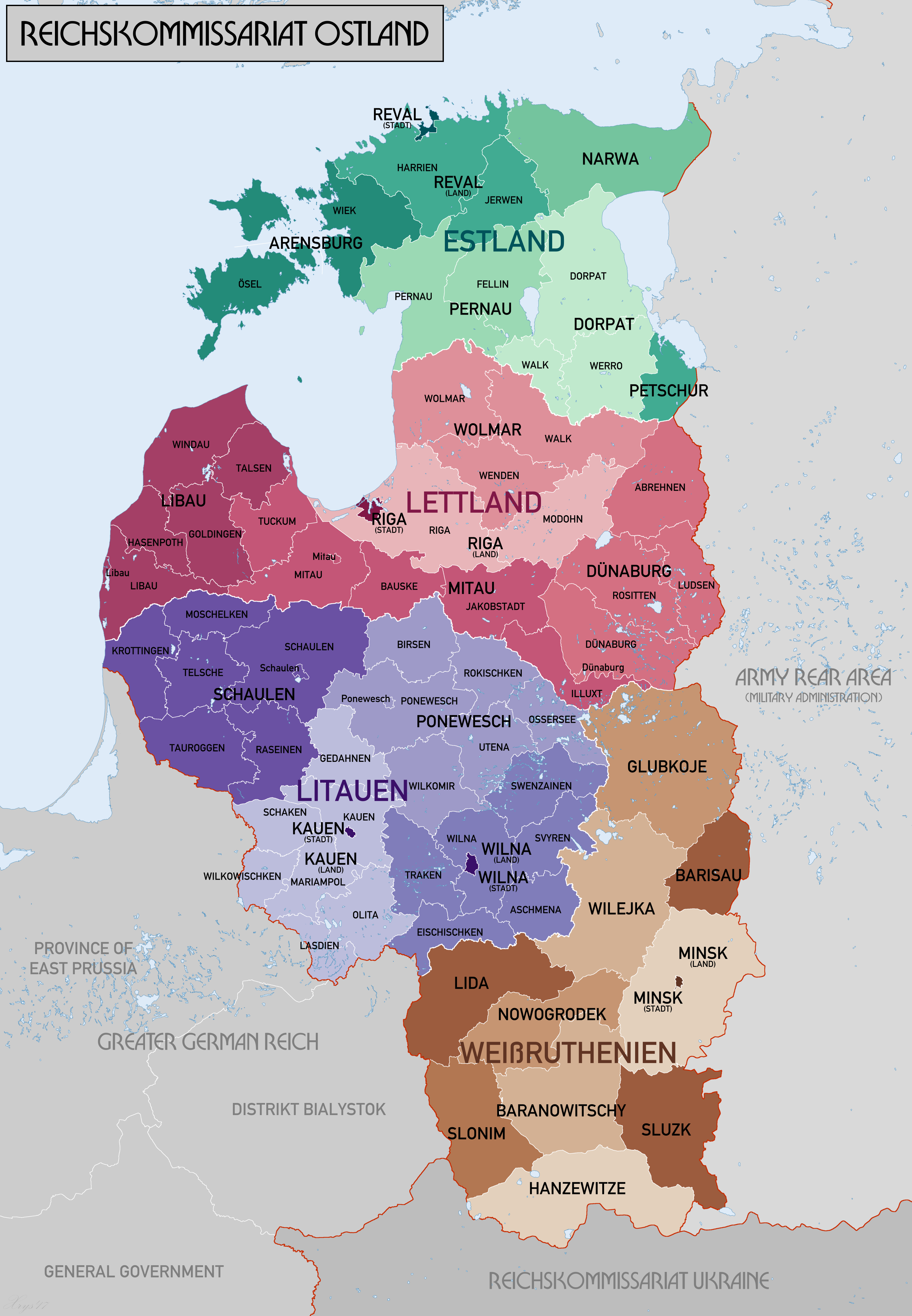
Carte administrative du Reichskommissariat Ostland, 1942

Dans l'ensemble, l'administration civile de la puissance occupante allemande dans le ''Ostland'' était considérée comme inefficace. Toutefois, cela ne s'appliquait pas à la déportation de dizaines de milliers de personnes vers le Reich allemand en tant que travailleurs forcés ni à l'enregistrement des Juifs, des « communistes », des « gitans », des « fous » et des « partisans », y compris l'enregistrement des biens qui ont été confisqués, où les catégories étaient larges et comprenaient le meurtre aveugle de civils. L'administration civile a également dû enregistrer et identifier les Juifs et les a forcés à quitter leurs villages pour les ghettos des villes. Il était interdit aux unités de la Wehrmacht et aux commissaires régionaux de participer directement à l'extermination des Juifs. Cependant, cela n'a pas empêché certains d'entre eux de prendre part à leur temps libre jusqu'à ce que cela aussi soit interdit, afin de laisser les tirs de masse aux équipes de secours locales et de ne pas nuire à la réputation de la Wehrmacht.
De 1941 à janvier 1942, les troupes allemandes et leurs complices lettons ont assassiné environ 330 000 Juifs, 8 359 « communistes », 1 044 « partisans » et 1 644 « malades mentaux » dans le Reichskommissariat Ostland (ibid.)". En plus des quelque 670 000 Juifs baltes qui ont survécu à la première vague de meurtres, il y avait 50 000 autres Juifs du Reich allemand, dont le Schleswig-Holstein, qui ont été déportés vers les ghettos juifs de Riga et de Minsk au cours de l'hiver 1941-1942. Le ghetto de Riga avait auparavant été évacué pour faire de la place. Le SS a fait fusiller les 27 800 « juifs » qui y vivaient lors d'un massacre dans la forêt de Biķernieki à Riga. Gauleiter Lohse a personnellement assisté à une fusillade "pour se faire une idée de la situation", comme il l'a expliqué lors de ses audiences au tribunal après la guerre. La deuxième grande vague d'extermination des Juifs dans l'Ostland a commencé à l'hiver 1943. 570 000 autres Juifs en furent victimes. Dans le même temps, plusieurs centaines de milliers de personnes meurent de faim et d'épidémies, dont environ 2 000 prisonniers de guerre chaque jour. Les quelque 100 000 Juifs restants ont été déportés vers les camps de concentration de Kaunas (Kauen), Camp de concentration de Riga-Kaiserwald,   Klooga et Vaivara (camp de concentration) et liquidés en 1944 lorsque l'Armée rouge a avancé (ibid.).
On ne sait pas si le SS Hauptsturmfuhrer et le commissaire de zone Riecken ont été personnellement impliqués dans le meurtre de "Juifs" dans sa zone de responsabilité, ni s'il a été impliqué dans l'enregistrement ou la déportation de Juifs dans ses domaines d'activité précédents., Heikendorf ou Flensburg ; mais cela ne peut pas non plus être exclu.
Après l'avancée du front soviétique, la plupart des commissaires de zone et leur état-major retournèrent dans leur patrie au plus tard à l'hiver 1944-1945. Riecken et sa famille sont également retournés dans le district de Plön en 1944. La plupart des membres de l'administration civile de la soi-disant « Ostlande » ont réussi à poursuivre leurs carrières administratives et judiciaires après la guerre en tricotant systématiquement leurs propres légendes de leur innocence, jusques et y compris des mensonges éhontés. Le gouvernement de l'État dirigé par la Union chrétienne-démocrate d'Allemagne (CDU) dans le Schleswig-Holstein a activement soutenu cela.

## Réintégration à Heikendorf après la fin de la guerre
Après la fin de la Seconde Guerre mondiale, le gouvernement militaire britannique a renvoyé tous les chefs de département et les maires qui avaient été membres du NSDAP, et à partir du 1er avril 1946 il a instauré une nouvelle loi municipale basée sur le modèle britannique. Riecken est arrêté en juillet 1945 et condamné en 1948 à une peine de prison relativement clémente d'un an et huit mois, son internement au camp d'internement dans l'ancien  Camp de concentration de Neuengamme étant pleinement pris en compte. Notamment parce que d'anciens collègues lui ont donné des références flatteuses, et lui, comparé à d'autres chefs de district, par ex. B. Claus Hahn de Flensburg, a pu se démarquer avantageusement dans les procédures du tribunal. Tous les membres du NSDAP des administrations municipales et municipales du Schleswig-Holstein ont été licenciés et soumis à un processus de dénazification. Cependant, cela n'a eu lieu que dans une mesure très limitée et s'est généralement soldé par une classification comme « suiveur » (IV) ou « exonéré » (V), comme ce fut le cas à Kiel et à Heikendorf. Riecken a également trouvé des juges indulgents lors de la dénazification qui l'ont qualifié de « suiveur » (IV). Cependant, selon le jugement de son premier processus de dénazification en 1947, il n'a pas été autorisé à occuper un poste de direction pendant cinq ans et n'a pas été autorisé à ouvrir ou à gérer sa propre entreprise pendant dix ans. Dans un deuxième processus de dénazification en avril 1949, le Comité principal de Flensburg I a de nouveau atténué le verdict en retirant les droits de vote passifs de Riecken pendant une courte période comme seule restriction et en lui imposant une amende de 100 Deutsche Mark (DM) . Même son père adoptif et supérieur dans les États baltes, Gauleiter Hinrich Lohse, est sorti du processus comme un «moindre fardeau» (III). Il l'a même eu le 27 juillet 1951 a accordé une généreuse pension.
Avec leur "exonération de leurs dettes", les auteurs nazis ont trouvé des aides volontaires à tous les niveaux de la politique, de l'administration et de la société. Même après 1949, le gouvernement de l'État du Schleswig-Holstein dirigé par la CDU s'est senti particulièrement responsable de la « liquidation » du Reichskommissariat Ostland, que Gauleiter Lohse avait géré comme la colonie du Schleswig-Holstein jusqu'en 1944. La plupart de ses compagnons d'armes dans l'administration de l'Ostland ont reçu des postes dans le Schleswig-Holstein. Et cela malgré le fait que les parquets dans les procès contre le personnel administratif de l'Ostland ont très clairement réussi à démontrer et à étayer la responsabilité et l'implication des administrations civiles dans la Shoah. Cette dernière jouait un rôle central de coordination: elle définissait et enregistrait les « juifs », créait pour eux des ghettos (à Schaulen, Kauen, Wilna, Libau, Dünaburg et Riga) et réglementait leur prise en charge. En outre, ils ont assigné les détenus du ghetto au travail forcé pour la Wehrmacht allemande, les affaires et l'administration, et ont nommé et supervisé les « Conseils des anciens » juifs. Finalement, ils ont confisqué leurs biens volés et ont même fourni des véhicules pour l'évacuation des ghettos et les pelotons d'exécution ultérieurs. Certains commissaires de secteur ont eux-mêmes prêté main-forte, par ex. B. pour transporter les Juifs de leurs maisons vers les ghettos ou pour effectuer des raids et des fouilles à nu.
Cependant, de nombreux commissaires régionaux étaient visiblement choqués par la "solution" sanglante à la question juive qui se déroulait sous leurs yeux. Non seulement parce que les tirs aveugles les ont privés de travailleurs qualifiés dont ils avaient un besoin urgent pour la production économique de biens liés à la guerre, mais aussi parce qu'ils craignaient que les meurtres de masse sanglants ne mettent en danger l'acceptation de la puissance occupante et l'humeur de la population dans les territoires occupés. En fin de compte, ces empiètements ont mis en péril la prétention au pouvoir des commissaires territoriaux et ont conduit à des objectifs contradictoires entre les SS et la police de sécurité d'une part et l'administration civile d'autre part. En fin de compte, cependant, l'administration civile a été vaincue parce que l'extermination des « juifs » dans l'« Ostland » avait clairement la priorité après la « décision du chef ». D'autre part, la violence effrénée vécue quotidiennement en public a également créé un effet d'accoutumance qui a fait perdre toute inhibition à certains commissaires de district, y compris leurs familles. Lors d'un dîner de travail à la fin de 1941, l'épouse du chef régional Hans Gewecke, chef de district du NSDAP à Arrondissement du duché de Lauenbourg et commissaire régional à Šiauliai (Schaulen), s'est ouvertement vantée d'avoir tué son «juif de maison». En tant que domestique assidu, il en savait peu à peu trop sur la famille et sur ce qui se passait au Commissariat général, c'est pourquoi elle jugea préférable de le faire liquider - avec sa femme.
Avec leur pouvoir de décider qui était considéré comme un « Juif » ou une autre personne persécutée par le régime nazi et qui était astreint aux travaux forcés, les commissaires de district et leurs complices agissaient en maîtres de vie ou de mort. Par exemple, dans la sélection meurtrière des Juifs qui étaient encore « utiles » pour l'économie de guerre allemande parmi ceux qui n'étaient plus nécessaires. Après la guerre, les cadres administratifs impliqués et accusés ont souvent eu l'impudence de réinterpréter cela en leur faveur comme des actions de résistance contre la Shoah . Contrairement aux excuses habituelles des personnes concernées selon lesquelles ils n'avaient pas d'autre choix que de suivre les instructions officielles (nécessité d'agir), le parquet lors de la première procédure pénale en 1968 a généralement clairement établi l'existence d'une marge de manœuvre individuelle pour le commissaires d'arrondissement. Ces dernières allaient de la désapprobation démonstrative à la participation personnelle aux tueries. Cela comprenait, par exemple, la collecte de détails de travail principalement juifs pour déterrer les fosses communes, la fourniture de capacités de transport pour les pelotons d'exécution et pour le transport des victimes vers les sites d'exécution. Des commissariats régionaux individuels sont également apparus régulièrement lors des tournées de planification de la direction de la police en vue des exécutions massives et lors des fusillades elles-mêmes, donnant aux actions une touche quasi officielle.
Après la guerre, l'invention imaginative de légendes pour «l'excuse» par les «auteurs» a été activement soutenue par les réseaux sociaux des accusés et par le gouvernement de l'État du Schleswig-Holstein. Pendant la guerre froide contre le communisme dans le bloc de l'Est, ils ont fait tout ce qu'ils pouvaient pour protéger les fonctionnaires concernés contre les poursuites. L'État et la société ont traité les commandants régionaux et leurs employés, à la fois pénalement et moralement, comme s'ils n'avaient été que des administrateurs de district dans les territoires occupés, tout comme les autres administrateurs de district du Reich allemand à l'époque nazie. Un certain nombre ont même réussi - en particulier dans le Schleswig-Holstein - à bénéficier du climat de dissimulation et de déni et à gravir les échelons de carrière (ibid).
Cela s'appliquait notamment à leur participation à la persécution des Juifs. Certains ont même pu ensuite émettre eux-mêmes leurs clean bills, tolérés ou soutenus par les communautés dans lesquelles ils avaient repris pied. Hermann Riecken a résumé la vie à Heikendorf de 1933 à 1939, c'est-à-dire pendant la période où il était lui-même maire du NSDAP, comme suit : « La lutte contre le judaïsme nous a très peu touchés à Heikendorf. Il y avait 3 ou 4 juifs qui vivaient dans notre communauté, des gens qui étaient connus pour être juifs. Pendant un certain temps, le magazine 'Der Stürmer' a également été lu et diffusé un peu par des nationaux-socialistes très enthousiastes, mais les habitants de Heikendorf n'étaient pas intéressés et n'en ont pas tenu compte. Rien de tel n'est venu ici. Nous n'avons rien ressenti de la soi-disant « nuit de Cristal » à Heikendorf. «.
Une telle formation de légende était typique. Il n'a pas été mentionné, par exemple, que lorsque les Juifs ont été enregistrés, par ex. B. par le recensement de la minorité allemande de 1939, pas la croyance, mais la descendance était importante. Cela devait être précisé en détail sur les cartes complémentaires du recensement, afin de créer un soi-disant Index juif, qui devait être maintenu au niveau du district, en l'occurrence dans le district de Plön. Autrement dit, selon la définition NS, toutes les personnes qui vivaient dans un ménage dans lequel au moins une personne avait un grand-parent juif étaient comptées comme juives ou «d'origine juive»; ils pourraient par ex. B. être définitivement baptisé en tant que chrétien. À Heikendorf en 1939, non seulement trois ou quatre, mais 24 personnes ont été enregistrées comme juives sur la base du recensement de la minorité allemande. Si certains d'entre eux ont subi le même sort que les trois indigènes de Heikendorf, qui ont été assassinés au Camp de concentration d'Oranienbourg-Sachsenhausen et Camp de concentration de Mauthausen, est actuellement inconnu.

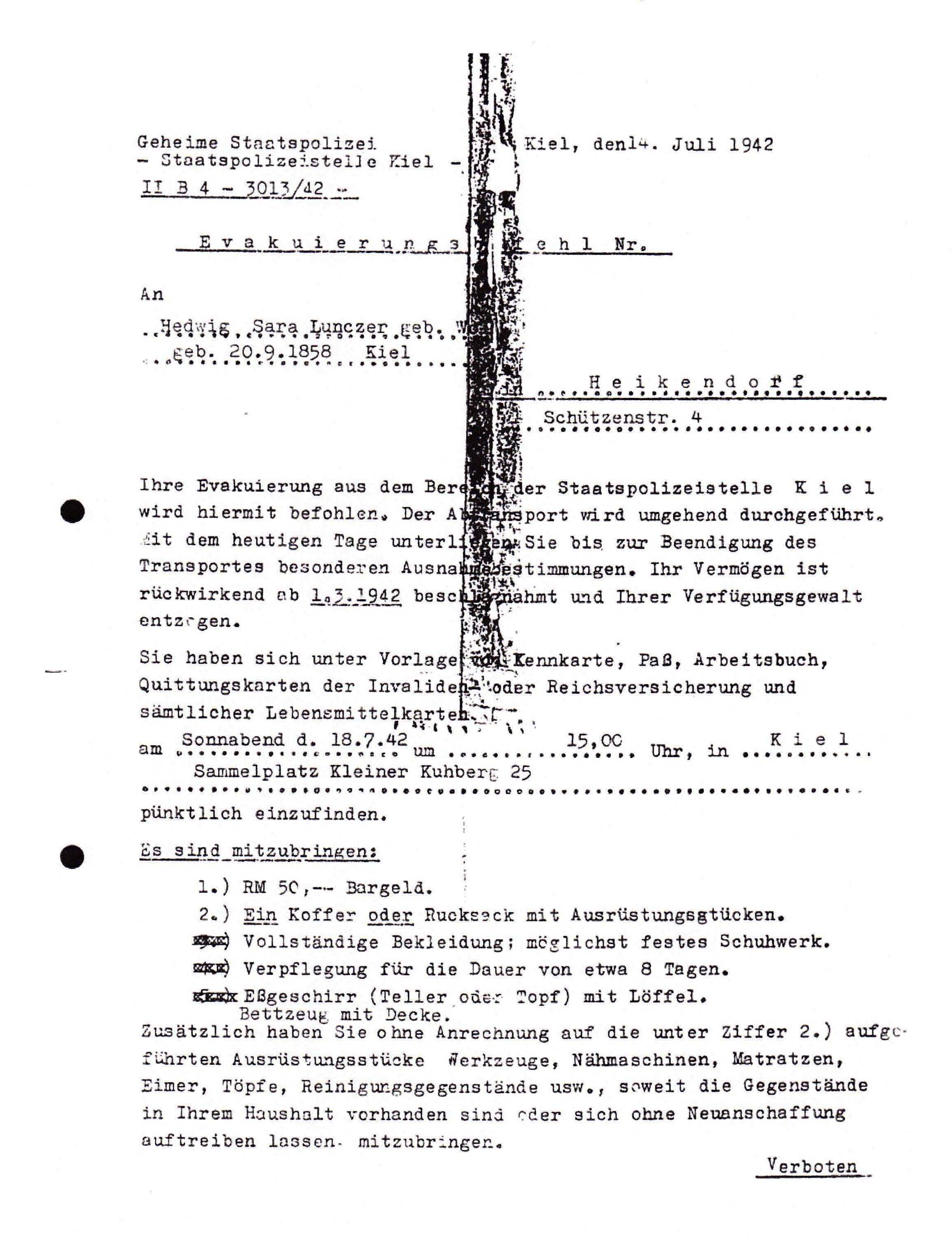
Ordonnance d'expulsion pour le transport des Juifs de la région de Kiel à Riga, 1942 (extrait, p. 1)

L'acceptation de la persécution des Juifs à Heikendorf n'a commencé qu'en 2019 avec la découverte d'un cas exemplaire, le destin de la famille du maître peintre Nathan Israel Cohn (né en 1862). Sa femme Johanna Cohn (b. Lunczer) est décédée à l'hôpital psychiatrique de Neustadt en avril 1941 « de vieillesse », et sa belle-sœur, Hedwig Lunczer, née Wolff, s'est suicidée en tant que veuve de 84 ans après elle avait reçu l'ordre d'expulsion vers Riga. De cette façon, elle a échappé au sort de 801 autres compagnons d'infortune décédés le 19 juillet 1942 ont été déportés de la région de Hambourg, Lüneburg et Schleswig-Holstein vers le camp d'extermination, où ils sont arrivés deux jours plus tard. Selon la version officielle, le maître peintre Cohn lui-même est censé mourir le 13 mars 1942 du "cancer de la vessie et constriction de la vessie".
Après sa sortie de prison (1950), Riecken a commencé sa nouvelle carrière comme ouvrier d'entrepôt à Flensburg. Cependant, comme beaucoup d'autres anciens collègues de l'élite nazie, il réussit rapidement à être réintégré dans le cercle des dignitaires de la société, tout comme ainsi que son fils né le 15 avril 1930, Hans-Georg Riecken, qui vit comme un riche agent immobilier à Heikendorf. Il partageait apparemment les convictions de droite de son père. Alors il s'est donné p. ex. à la fin des années 1980 dans le "Heikendorfer Singkreis" pour être reconnu comme négationniste de la Shoa sans être puni pour cela. Hermann Riecken est revenu à la politique locale sur le site de son travail antérieur en tant que maire NSDAP à Heikendorf (1933-1939). Là, il a appartenu de 1966 à 1971 à la coalition électorale « City Hall Community » du conseil municipal et a été le fondateur (1959) et longtemps à la tête de l'association touristique locale et municipale très appréciée,. De même dans la capitale de l'État voisin de Kiel, où il a célébré son 70e anniversaire en tant que membre du premier club d'aviron de Kiel de 1862 e. V.. À ce jour, sa photo de portrait occupe une place d'honneur dans la « galerie ancestrale » du maire à la mairie de Heikendorf, sans commentaire.

## Littérature
- (de) Uwe Danker, « Der Judenmord im Reichskommissariat Ostland », dans Schleswig-Holstein und die Verbrechen der Wehrmacht, Kiel, Heinrich-Böll-Stiftung, 1998 (lire en ligne), p.46-55.
- Danker, Uwe & Sebastian Lehmann & Robert Bohm (2011): Reichskommissariat Ostland. Scène de crime et objet commémoratif. Flensburg : Institut d'histoire contemporaine et régionale du Schleswig-Holstein, Université de Flensburg et Bureau de recherche d'histoire militaire, Paderborn : Ferdinand Schöningh, 373 pages  (ISBN 3-506-77188-4)
- Endlich, Stefanie & Beate Rossié (2019) : « NS bourreaux et criminels de guerre protégés par l'église, nouveaux départs après 1945 ? (Épisode 3), Hambourg : Église évangélique luthérienne du nord de l'Allemagne (Nordkirche)
- Klinger, Klaus (1998): L'ignorance au lieu de la justice - Le système judiciaire d'après-guerre du Schleswig-Holstein et la persécution des Juifs. Dans : Paul & Carlebach (1998), p. 723–728
- (de) Sebastian Lehmann, Kreisleiter der NSDAP in Schleswig-Holstein: Lebensläufe und Herrschaftspraxis einer regionalen Machtelite, vol. 13, Bielefeld, 2007 (ISBN 3-89534-653-5).
- (de) Sebastian Lehmann, « Erstmals dokumentiert: Lebensläufe der Kreisleiter im Norden - Interview mit Sebastian Lehmann über dessen Pionierarbeit zur NS-Forschung in Schleswig-Holstein », Flensburger Tageblatt,‎ 5 juillet 2007.
- Paul, Gerhard & Gillis Carelbach (eds.) (1998):  Menorah and swastika: On the history of the Jews in and from Schleswig-Holstein, Lübeck and Altona: 1918-1998 , Neumünster: Wachholtz, 1998  (ISBN 3-529-06149-2)
- Plath, Tilman (2012) : Entre protection et chasses humaines. Politique du travail dans les districts généraux de la Baltique 1941-1944/45 . Essen : Klartextverlag, 502 p., 1er octobre 2012  (ISBN 3837507963)
- (de) Reinhard Pohl, « Reichskommissariat Ostland: Schleswig-Holsteins Kolonie », dans Schleswig-Holstein und die Verbrechen der Wehrmacht, Kiel, Heinrich-Böll-Stiftung, 1998 (lire en ligne), p.46-55.
- (de) Herbert Sätje (éd.), Heikendorf: Chronik einer Gemeinde an der Kieler Förde, ländlich und städtisch zugleich, Hambourg, 1983 (ISBN 3-7672-0815-6).